# John M. Chivington
John Milton Chivington (Lebanon, Ohio: 27 de enero de 1821 - Denver, Colorado; 4 de octubre de 1894) fue un oficial estadounidense involucrado en las guerras indias. Participó en la batalla del Paso Glorieta y fue el oficial responsable de la masacre de Sand Creek, en la que la mayoría de los cheyenne asesinados fueron mujeres y niños.

## Primeros años
Nació en una granja. Su padre murió cuando él tenía cinco años. Solo recibió una pequeña educación y el conocimiento para administrar la granja familiar con sus hermanos mayores.
Después de convertirse al metodismo a los veinte años, Chivington se convirtió en un predicador metodista. Su ordenación tuvo lugar en 1844. Al principio Chivington sirvió como «jinete del distrito» en Illinois, luego en Misuri. En 1853, Chivington participó en una expedición misionera a los indios Wyandot en Kansas. Debido a su abierta aversión a la esclavitud, Chivington recibió en 1856 cartas amenazadoras de miembros de su congregación que estaban a favor de la esclavitud. Por ello la Iglesia Metodista lo transfirió a Omaha, Nebraska. Cuando Chivington fue nombrado anciano presidente del distrito de las Montañas Rocosas de la Iglesia Metodista en 1860, él y su familia se mudaron a Denver, la ahora capital del estado de Colorado.

## Guerra de Secesión
Cuando la guerra civil comenzó en 1861, le ofrecieron allí a ser un sacerdote del ejército de la Unión, pero él lo rechazó. En vez de ello, Chivington quiso tener una posición como oficial militar dentro de ella, cosa que le dieron.

### Campaña de Nuevo México
En 1862 dirigió parte de las tropas de la Unión en la batalla del Paso Glorieta en Nuevo México y, en ella, destruyó la retaguardia confederada (véase Campaña de Nuevo México). Debido a la pérdida de la logística, los confederados tuvieron que abandonar la campaña de Nuevo México. Como consecuencia de la victoria, Chivington fue ascendido a coronel y nombrado comandante del Distrito de Defensa de Colorado. El abandono de la campaña de Nuevo México fue, según algunos historiadores, el punto de inflexión de la Guerra Civil en el lejano oeste.

### Masacre de Sand Creek
Chivington aprovechó su victoria para perseguir ambiciones políticas. Apoyó al gobernador Evans en su propósito de convertir a Colorado en Estado queriendo también tener un asiento en el Congreso de los Estados Unidos. Sin embargo, la Guerra Civil y aún más los conflictos con los indios durante ese periodo, que incluso amenazaban en ese momento Denver, torpedearon esas ambiciones.
Como reacción, en septiembre de 1864, Chivington presentó al 3.er Regimiento de Caballería de Colorado, compuesto por voluntarios de 90 días. Los soldados fueron entrenados con el único propósito de matar indios cuando y donde pudieran encontrarlos. Con este regimiento y dos obuses de montaña, Chivington cabalgó desde Denver hasta Fort Lyon a mediados de noviembre de 1864. Allí se enteró de que unos 600 indios cheyenne y arapahoe habían pasado el invierno en Sand Creek, en el sureste de Colorado. Le habían prometido al comandante de Fort Lyon un mes antes que permanecerían en paz y, a cambio, él les había prometido seguridad contra incursiones. Chivington fue indiferente respecto a las promesas de los indios. Al llegar a Fort Lyon, declaró: "Estoy aquí para matar indios, y para ello cualquier medio me servirá para hacerlo.» Cuando se le preguntó si esta declaración también se aplica a mujeres y niños, Chivington dijo: «Las mujeres están incluidas y los niños están incluidos. Liendres se convierten en piojos».
Chivington partió en la mañana del 28 de noviembre. El regimiento fue reforzado por una compañía del 1.er Regimiento de Caballería de Colorado y otros dos obuses de montaña. Después de una cabalgata nocturna, los soldados, dirigidos por Chivington, llegaron al pueblo de Sand Creek antes del amanecer. Dos tercios de la población del pueblo eran mujeres y niños —los hombres se habían ido a cazar búfalos— y dormían en los tipis. Los soldados de Chivington atacaron el pueblo desde tres direcciones, ignorando las banderas blancas y la bandera de paz de los Estados Unidos, bajo las cuales se habían refugiado los aterrorizados aldeanos. Chivington dijo: «No hace falta decir que no tomé prisioneros». Tampoco impidió que sus subordinados arrancaran el cuero cabelludo a los indios muertos y moribundos o les cortaran los genitales para poder presentarlos como trofeos de una incursión exitosa. Después de eso, Chivington abandonó la escena de la masacre con los soldados y regresó a Fort Lyon. El servicio de Chivington en el ejército terminó el 21 de diciembre de 1864.
Aunque la masacre tuvo lugar durante la guerra civil estadounidense, la nación quedó conmocionada por la brutalidad del ataque, la mutilación de los cuerpos y la exhibición como trofeos de partes de los cuerpos de los indios muertos. Debido a la opinión pública, los militares decidieron investigar el papel de Chivington. El comandante de la compañía del 1.er Regimiento de Caballería de Colorado, el Capitán Silas Soule, que había reforzado a Chivington en Fort Lyon, y algunos de sus subordinados testificaron en la investigación programada del Comité Militar. Chivington, por otro lado, llamó cobarde a Soule. Durante la investigación, Soule fue asesinado por un soldado que había participado en la masacre de Sand Creek. No se encontraron pruebas de los rumores de que Chivington era responsable del asesinato.

### Posguerra
El Comité Conjunto del Congreso sobre la Conducta de la Guerra investigó los incidentes hasta mayo de 1865 y condenó las acciones de Chivington como asesinato y acto de barbarie. En su resumen final, apenas había palabras para describir las acciones de Chivington. El comité lo llamó cobarde. Recomendó que se tomaran medidas enérgicas de inmediato contra todos los involucrados y que todos los que ocupaban cargos públicos fueran destituidos y entregados a la justicia.
Como John Chivington dimitió de su puesto antes de las recomendaciones, se pudo escapar de consecuencias penales y civiles, pero sus ambiciones políticas se desintegraron, mientras que la iglesia metodista le obligó dimitir de su puesto por lo que hizo.
Chivington dejó Colorado en 1865. Su hijo Thomas Chivington murió ahogado en el río North Platte en 1866, mientras que su mujer se enfermó de pronto y murió en 1867. Estando en desgracia, Chivington huyó en 1868 a Canadá para luego establecerse en Ohio. En la década de 1880 quiso iniciar una nueva carrera política, pero terminó inmediatamente cuando se hizo pública su responsabilidad en la masacre. Chivington regresó a Colorado y trabajó allí como ayudante del sheriff hasta su muerte. Está enterrado en el cementerio de Fairmount, en Denver.

## Vida privada
John Chivington estuvo casado tres veces y tuvo un hijo y dos hijas.

## Conmemoración
En 1887, la comunidad Chivington en Colorado recibió su nombre. La ciudad estaba cerca de la escena de la masacre. Durante la gran sequía de las décadas de 1920 y 1930, la ciudad se convirtió en un pueblo fantasma. Hoy hay pocas casas en Chivington.
En 2005, el ayuntamiento de Longmont, Colorado, votó para cambiar el nombre de una calle llamada Chivington Drive, que lleva el nombre de John M. Chivington, a Sunrise Drive. Esta decisión se hizo después de décadas de controversia al respecto.

## Cultura popular
- Soldado azul
- Serie de televisión Hacia el Oeste
- Pequeño Gran Hombre